# Pietro Antonio Balestra
Pietro Antonio Balestra (Piacenza, 17 luglio 1711 – Busseto, 17 ottobre 1789) è stato un pittore italiano.

## Biografia
Poche notizie si hanno circa l’infanzia e l’adolescenza di Pietro Antonio Balestra: lo storico Giorgio Fiori afferma che, in base alle sue ricerche, era primogenito di una famiglia residente nella parrocchia di Sant’Alessandro a Piacenza, che si trasferì altrove nel 1717 quando il piccolo Pietro Antonio aveva sei anni. Altre informazioni provengono da Pietro Vitali, amico del Balestra, che nel suo libro “Le pitture di Busseto”, parlando del pittore parmigiano Giuseppe Valari, dice “conobbelo in Parma il nostro Pietro Balestra mentre giovinetto stette quivi per tre anni a studiare disegno sotto Ilario Spolverini”. Valari, mostrando a Balestra i suoi disegni delle opere di Raffaello a Roma, gli disse che questo suo faticoso esercizio gli avrebbe permesso di operare rettamente e con facilità. A Parma Balestra studiò le pitture del Correggio per il quale ebbe sempre molta ammirazione. Sempre Vitali, parlando poi del pittore cremonese Francesco Boccaccino per un suo dipinto nella Collegiata di San Bartolomeo Apostolo a Busseto, annota che fu il “secondo maestro del nostro Pietro Balestra”.. 

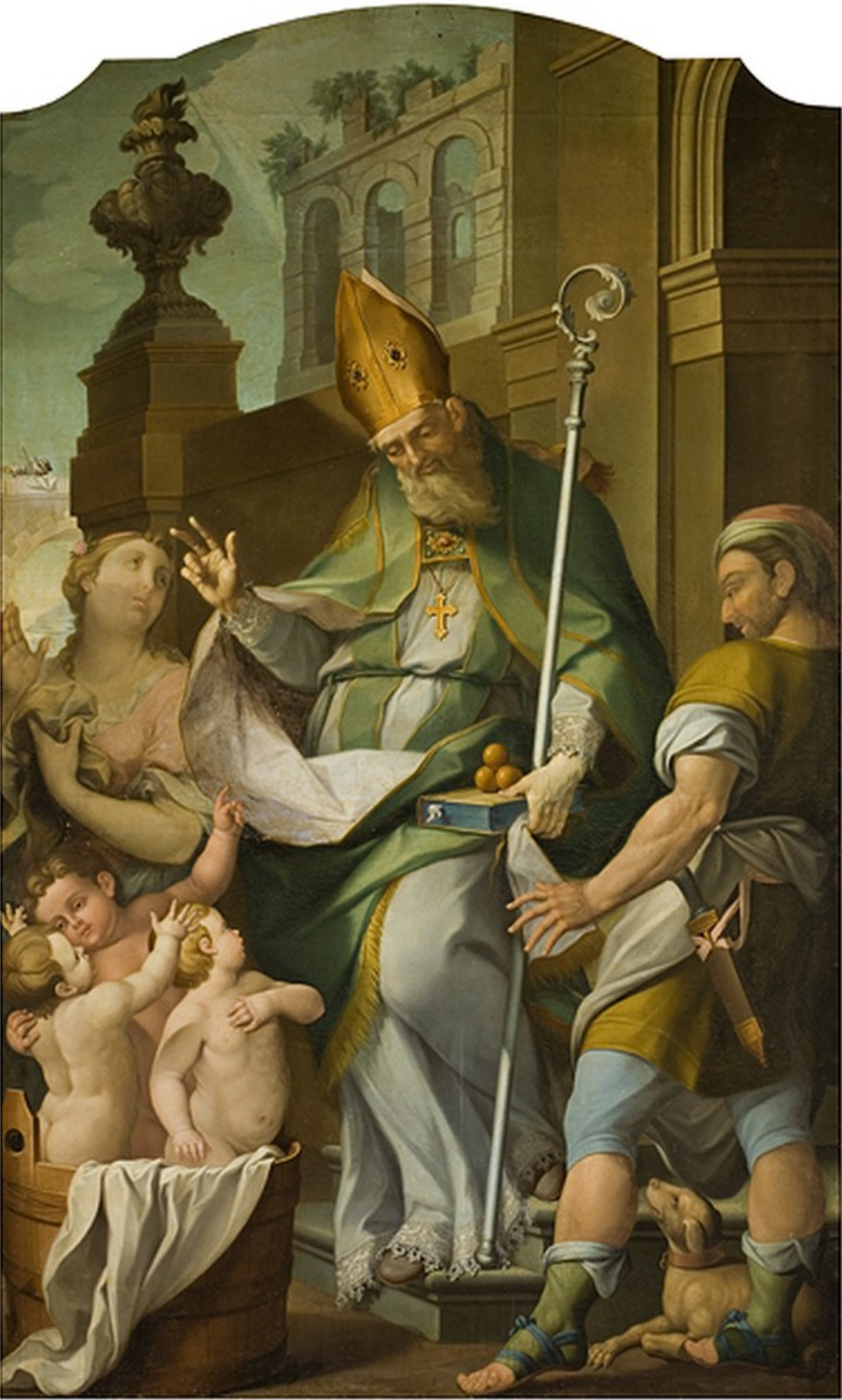
Un miracolo di San Nicola

Balestra lavorò quasi sempre a Busseto, tanto che era considerato originario di quel paese. Verso i trent’anni si fece prete senza rinunciare all’arte del dipingere che insegnava in Busseto ai giovani, facendo del suo studio una Scuola in cui si formarono diversi artisti come Giuseppe Cavalli, Gaetano Bombardi, Massimiliano Ortalli. A proposito di questa Scuola, il Seletti riporta un episodio che riguarda il letterato e storico dell’arte bussetano Ireneo Affò che da giovinetto, mostrando "una così ardente passione per il disegno da non rispettare un muro bianco delle case del paese", venne presentato a Pietro Balestra affinché lo prendesse nella sua scuola di pittura: “si ignora il motivo per cui non venisse accettato”. 
Il Vitali traccia un giudizio sul Balestra pittore, sottolineando la sua originalità rispetto agli artisti del suo tempo, il rifiuto per la pittura di sola imitazione del vero e l'esaltazione "per quello che grandeggiando alquanto si sollevasse dal comun modo, e dove al natural vero accoppiata si vedesse l’opera di immaginazione”.
Vitali riporta anche che Balestra, in un suo breve racconto delle pitture di Busseto, aveva descritto quello che era rimasto della pittura realizzata da Tiziano Vecellio su una casa di Busseto in occasione dell’incontro di Papa Paolo III con l'imperatore Carlo V nel 1543. All'epoca di Vitali era conservata una copia di questa pittura presso il Monte di Pietà di Busseto, fatta fare al pittore parmigiano Giuseppe Valari; Vitali ci riferisce che, prima che si perdesse questo affresco, Balesta aveva “rifatta in disegno una graziosa e lieta testa di femina che con bel modo si volgeva a riguardare lo spettatore”.

## Opere principali e loro collocazione
- Busseto – Collegiata di S. Bartolomeo : - Santa Margherita da Cortona dipinta in un ovato,[10] - due affreschi, in cornici a stucco, nella cappella della Madonna del parto raffiguranti  S. Giacomo il Maggiore e S. Bernardo.[11]
- Busseto – Chiesa di Santa Maria Annunziata: - Resurrezione di Nostro Signore,[12] - Le Marie al sepolcro di Cristo,[13] - Apparizione di Cristo a Santa Maria Maddalena.[14]
- Busseto – Chiesa di S. Ignazio: - S. Margherita da Cortona,[15] - Sacro Cuore di Gesù.
- Busseto – Oratorio della Santissima Trinità: - due ovati,  La Trinità e Madonna del Carmine.
- Busseto – Museo Civico villa Pallavicino: - Miracolo di S. Nicola da Bari,[16] - Ritratto di donna,[17] - S.Anna insegna a leggere alla Madonna,[18] - Madonna con Bambino e S. Giovannino, - ritratto di Buonafede Vitali l’Anonimo, - Autoritratto datato 1738.[19]
- Fidenza – sagrestia della Cattedrale – Madonna con Bambino.[20]
- Fidenza – Cattedrale –Pala d’altare Cristo in croce con S. Benedetto e Santa Scolastica.[21]
- Frescarolo di Busseto– Chiesa di San Girolamo - Santa Margherita da Cortona, - San Luigi Gonzaga, - Madonna del rosario con i santi Girolamo e Rocco.
- Ghiara di Fontanellato – Trasfigurazione.
- Onzo (Savona) –  Ascensione della Madonna con tricolore[22]
- Parma – Duomo – S. Ilario.
- Piacenza – Seminario Vescovile – ritratto del vescovo Beato Paolo Burali firmato e datato 1774.
- Roncole di Busseto – Chiesa di S. Michele Arcangelo -  Immacolata con santi Sebastiano, Rocco, Antonio da Padova e S. Margherita da Cortona, - S. Michele, -  due mezze figure di S. Luigi Gonzaga e di S. Francesco di Paola.[23]
- S. Andrea di Busseto – Chiesa di S. Andrea - pala d’altare raffigurante S. Andrea.[24] -  San Luigi Gonzaga.
- San Pietro in Corte di Fidenza – Chiesa di Santa Maria Addolorata -  Beato Tommaso da Orvieto (ovale).[25]
- Zibello (PR) – chiesa parrocchiale – San Vincenzo Ferrari.[26]